# デトロイト暴動 (1967年)

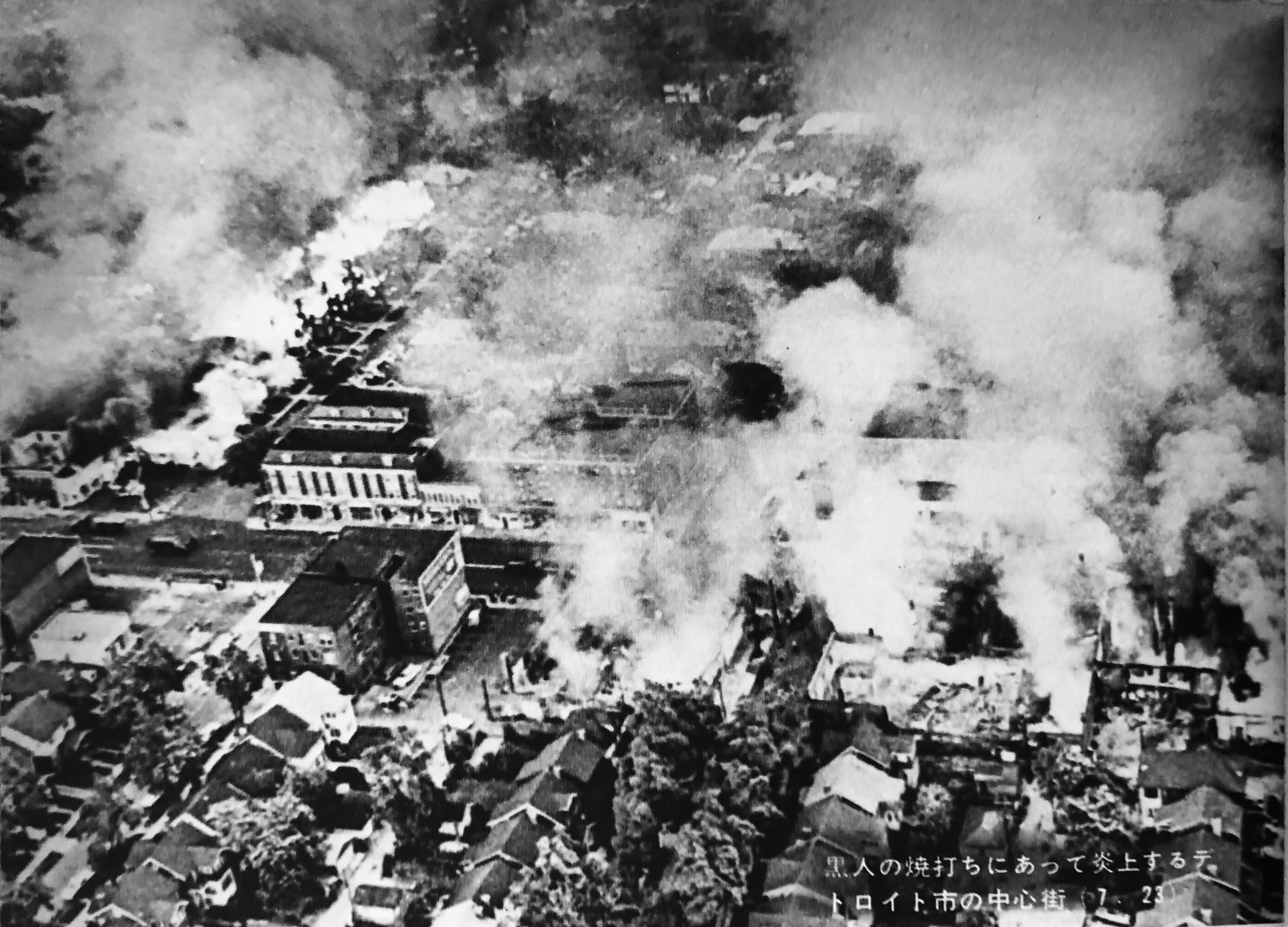
炎上するデトロイトの中心街（1967年7月23日）

デトロイト暴動（デトロイトぼうどう、英語: Detroit riot）は、1967年7月23日から27日にかけてアメリカ合衆国ミシガン州デトロイトで起こった暴動である。12番街暴動、12番通り暴動（英語: 12th Street riot）としても知られる。

## 概要

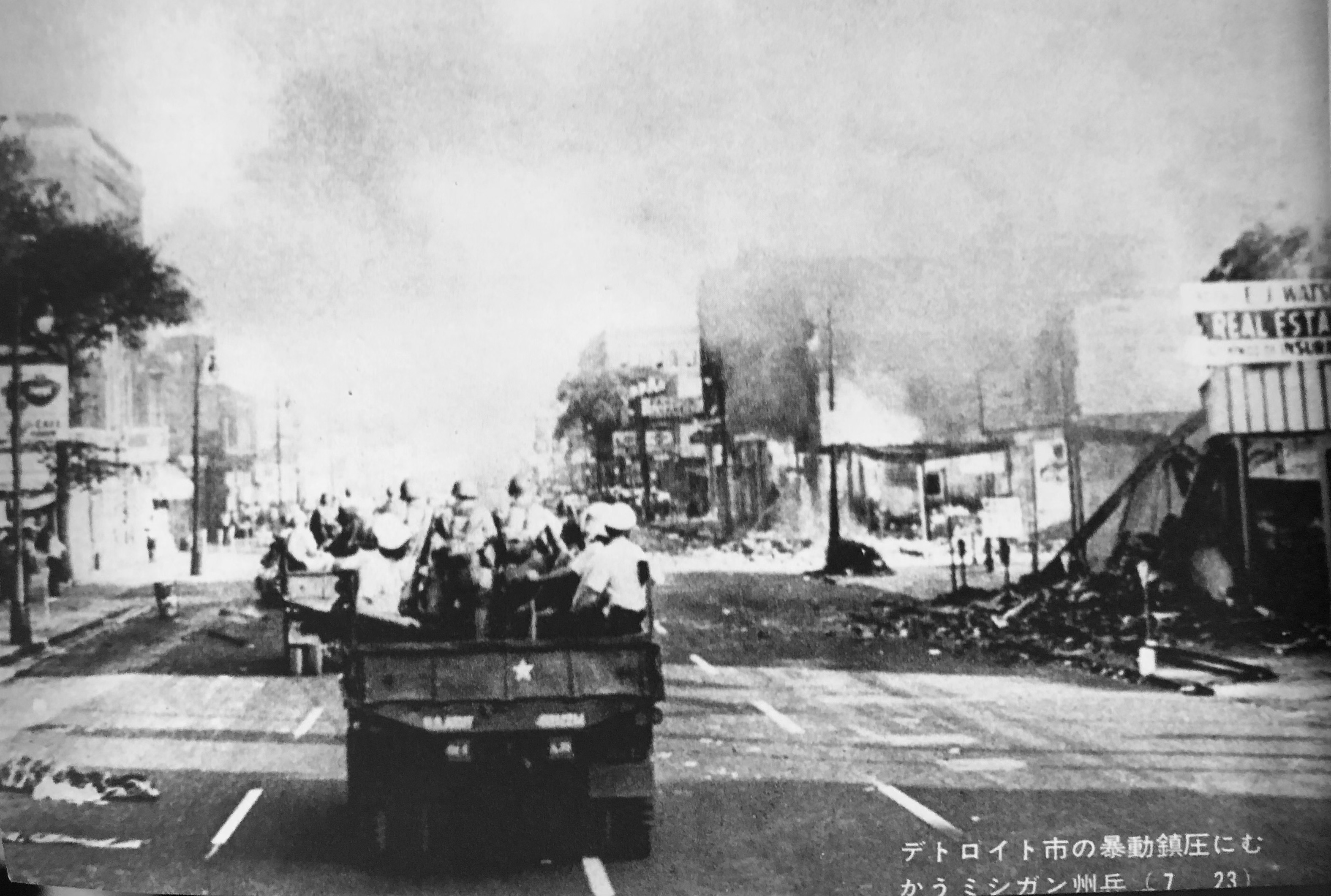
鎮圧に向かうミシガン州兵（1967年7月23日）

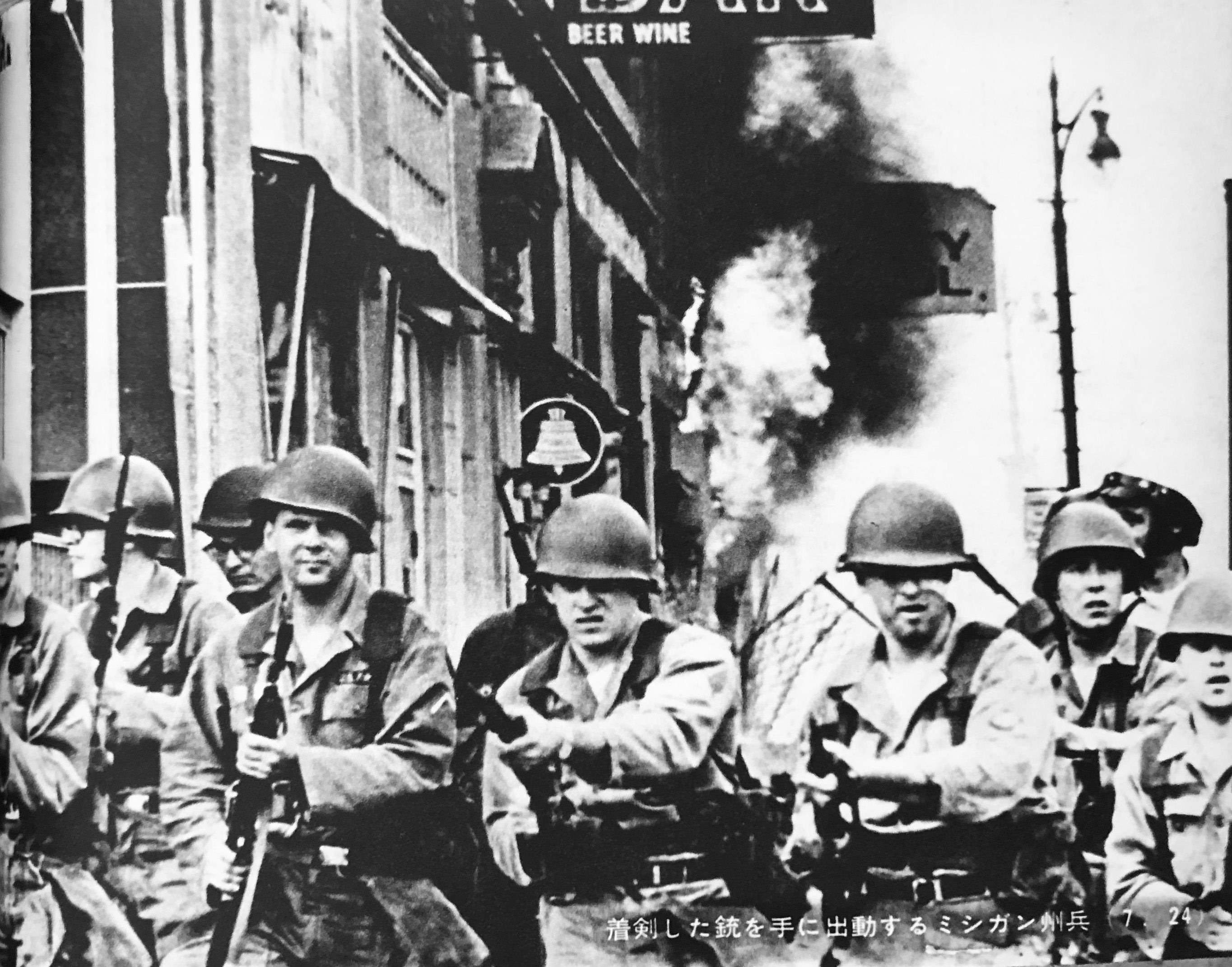
ミシガン州兵（1967年7月24日）

1967年7月23日、アフリカ系アメリカ人を中心とする群衆と警察との間で生じた小競り合いが瞬く間に拡大。数千人規模に膨れ上がった暴徒が市内の商店を襲撃、略奪放火を繰り返しながら警官隊を攻撃しだした。ミシガン州知事のジョージ・ロムニーは、市内に州兵を出動させるとともに外出禁止令を出した。この日150人の逮捕者を出したが、暴動は拡大し続けた。同年7月25日にはリンドン・ジョンソン大統領が連邦軍の投入を決断、約1800人の落下傘降下兵が市内に投入されると、ようやく暴動は沈静化に向かった。
最終的に43人が死亡し、7千人以上が逮捕され、千棟以上の建物が焼失した。デトロイトでは1943年にも暴動があったが、それを超える規模となった。
この事件以降、コストパフォーマンスの高い日本車の影響もあり、自動車産業により栄えていたデトロイトも打撃を受け、白人の人口流出が増加していく。